# Carola Gunnarsson

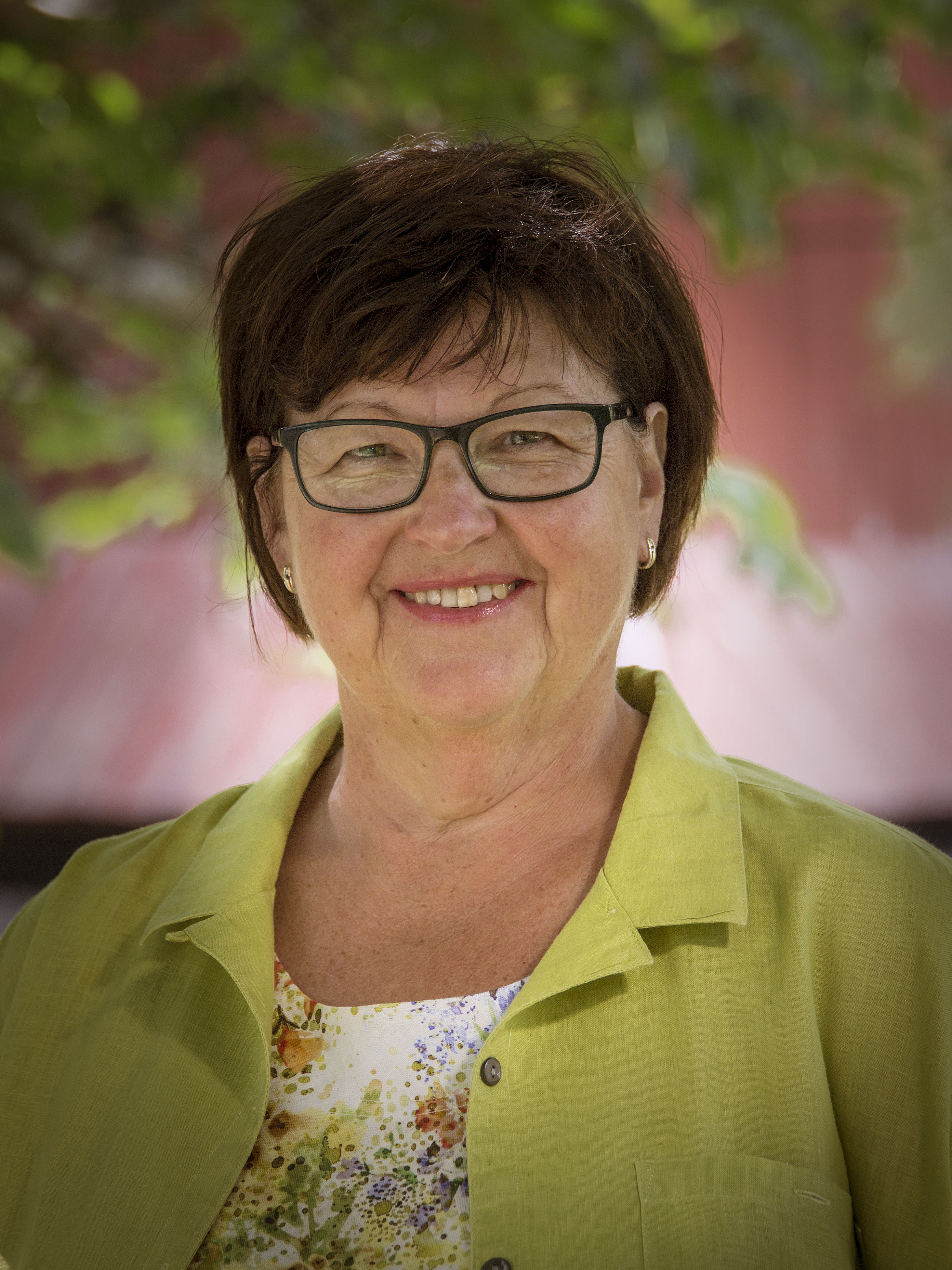
Carola Gunnarsson.

Carola Kristina Gunnarsson, född 22 september 1953 i Möklinta församling i Västmanlands län, är en svensk politiker  (Centerpartiet). 
Gunnarsson hade under perioden 2003 till 2018 flera olika uppdrag i Sala kommun, däribland kommunstyrelsens ordförande och oppositionsledare. Hon är tillförordnad ordförande för Sveriges Kommuner och Regioner sedan 3 juni 2022.

## Biografi
Gunnarsson är ledamot i styrelsen och arbetsutskottet för Sveriges Kommuner och Landsting, och var tidigare 1:e respektive 3:e vice ordförande. Gunnarsson är även ledamot av Council of European Municipalities and Regions. Hon har tidigare varit ledamot av länsstyrelsens insynsråd i Västmanlands län.